# Tournoi de tennis de Gijón
Le Gijón Open est un tournoi de tennis masculin classé ATP 250 Series par l'ATP qui se déroule à Gijón.

## Histoire
En octobre 2022, l'ATP décide exceptionnellement de faire jouer un tournoi masculin de catégorie ATP 250 à Gijón en remplacement des tournois en Chine (Masters de Shanghai, tournois de Chengdu, Zhuhai et Pékin), annulés en raison des restrictions liées à la pandémie de Covid-19.

## Palmarès messieurs

### Simple
| No | Date       | Nom et lieu du tournoi | Catégorie | Dotation  | Surface    | Vainqueur     | Finaliste       | Score    |         |
| -- | ---------- | ---------------------- | --------- | --------- | ---------- | ------------- | --------------- | -------- | ------- |
| 1  | 10-10-2022 | Gijón Open, Gijón      | ATP 250   | 612 000 € | Dur (int.) | Andrey Rublev | Sebastian Korda | 6-2, 6-3 | Tableau |

### Double
| No | Date       | Nom et lieu du tournoi | Catégorie | Dotation  | Surface    | Vainqueurs                     | Finalistes                        | Score             |         |
| -- | ---------- | ---------------------- | --------- | --------- | ---------- | ------------------------------ | --------------------------------- | ----------------- | ------- |
| 1  | 10-10-2022 | Gijón Open, Gijón      | ATP 250   | 612 000 € | Dur (int.) | Máximo González Andrés Molteni | Nathaniel Lammons Jackson Withrow | 6-7, 7-64, [10-5] | Tableau |